# Venuspassage (Saturnus)

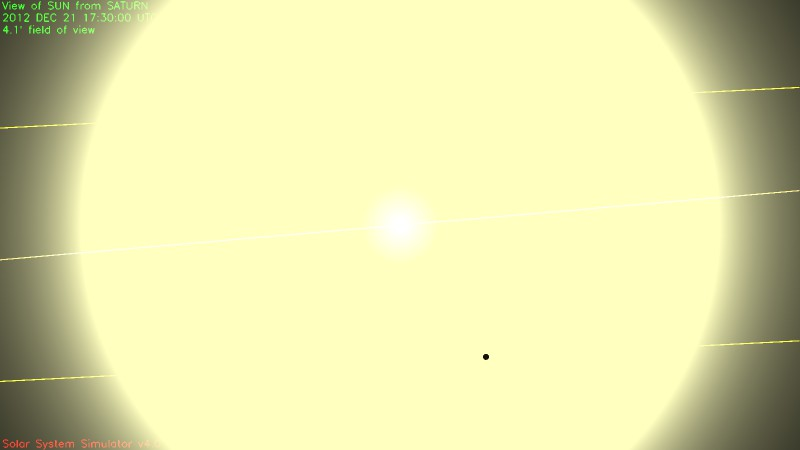
En simulering av Venuspassagen 21 december 2012, sedd från Saturnus.

Venuspassage benämns det som inträffar när planeten Venus passerar framför solen sett från Saturnus, men även från Jorden, Mars, Jupiter, Uranus och Neptunus. Venus kan då ses som en liten svart skiva som långsamt rör sig över solens yta. 
Den senaste Venuspassagen från Saturnus skedde den 21 december 2012 och nästa kommer att inträffa den 14 januari 2028.
Den synodiska perioden för Venus och Saturnus är 229,494 dygn. Den kan beräknas med formeln 1/(1/P-1/Q) där P är Venus sideriska omloppstid (224,696 dygn) och Q är Saturnus omloppstid (10746,940 dygn).

## Tidtabell för Venuspassager från Saturnus[2]
Venuspassagen 1894 var särskilt intressant eftersom en Merkuriuspassage från Saturnus inträffade senare samma dag – och därefter en Merkuriuspassage från Venus.
Passagerna grupperar sig ofta två och två med en synodisk period emellan, dvs. drygt 229 dygn.
| Datum för passage |
| ----------------- |
| 21 mars 1894      |
| 6 maj 2012        |
| 21 december 2012  |
| 14 januari 2028   |
| 31 augusti 2028   |
| 9 december 2056   |